# IC 484
IC 484 је спирална галаксија у сазвјежђу Близанци која се налази на листи објеката дубоког неба у Индекс каталогу.
Деклинација објекта је + 26° 39' 57" а ректасцензија 8h 0m 1,0s. Привидна величина (магнитуда) објекта IC 484 износи 14,6 а фотографска магнитуда 15,5. IC 484 је још познат и под ознакама CGCG 148-84, PGC 22419.